# Niederlangen
Niederlangen is een gemeente in de Duitse deelstaat Nedersaksen. De gemeente is onderdeel van de Samtgemeinde Lathen (voor meer informatie, zie aldaar) in het landkreis Emsland. Niederlangen telt 1.290 inwoners.
Het dorpswapen verbeeldt de brug over de nabije rivier de Eems alsmede de schoolbel, die in de 19e eeuw ook werd gebruikt om de dorpsbevolking bij bijzondere gelegenheden bijeen te roepen of als brandalarm.
Het dorp ligt aan de Bundesstraße 70.
- Gemeinsame Normdatei: 4424185-9
- MusicBrainz: 442589dc-9bbf-4ac5-812c-e7aeaa1771a0
- Virtual International Authority File: 242275610
- WorldCat: E39PBJrRdCQptGg8686mHyrKBP

Andervenne ·
Bawinkel ·
Beesten ·
Bockhorst ·
Börger ·
Breddenberg ·
Dersum ·
Dohren ·
Dörpen ·
Emsbüren ·
Esterwegen ·
Freren ·
Fresenburg ·
Geeste ·
Gersten ·
Groß Berßen ·
Handrup ·
Haren (Ems) ·
Haselünne ·
Heede ·
Herzlake ·
Hilkenbrook ·
Hüven ·
Klein Berßen ·
Kluse ·
Lähden ·
Lahn ·
Langen ·
Lathen ·
Lehe ·
Lengerich ·
Lingen ·
Lorup ·
Lünne ·
Meppen ·
Messingen ·
Neubörger ·
Neulehe ·
Niederlangen ·
Oberlangen ·
Papenburg ·
Rastdorf ·
Renkenberge ·
Rhede ·
Salzbergen ·
Schapen ·
Sögel ·
Spahnharrenstätte ·
Spelle ·
Stavern ·
Surwold ·
Sustrum ·
Thuine ·
Twist ·
Vrees ·
Walchum ·
Werlte ·
Werpeloh ·
Wettrup ·
Wippingen